# جاك جونسون
جاك جونسون (بالإنجليزية: Jack Johnson)‏ (و. 1987 – م) هو ممثل، وموسيقي، من الولايات المتحدة الأمريكية، ولد في لوس أنجلوس.

## التعليم
تعلم في جامعة وسليان.

## وصلات خارجية
- جاك جونسون على موقع IMDb (الإنجليزية)
- جاك جونسون على موقع ألو سيني (الفرنسية)
- جاك جونسون على موقع أول موفي (الإنجليزية)
- جاك جونسون على موقع قاعدة بيانات الأفلام السويدية (السويدية)
- جاك جونسون على موقع قاعدة بيانات الفيلم (الإنجليزية)
- جاك جونسون على موقع كينوبويسك (الروسية)